# ラックチャック
ラックチャックとは大重わたると砂川禎一郎がかつて結成していた日本のお笑いコンビ。ニュースタッフエージェンシーに所属していた。

## 概要
- 高校時代に大重が砂川ともう一人友人を誘ってトリオを組むが、長くは続かず解散。その後、法政大学お笑いサークルHOSに入った大重が月一本の学内ライブに出るため相方を探していたところ、たまたま大学の校舎が一緒でお笑いサークルに入ってた砂川と出会い、今度は砂川から大重を誘って2000年8月にコンビ結成。大学内のHOSライブで初舞台を踏む。
- コンビ名の由来は、ズボンのチャックの『チャック』に、なんとなく語呂が良いとLUCKYの形容詞の『ラック』を付けたところから。他にも「エマ」というのが候補にあった（お互いの共通点を探したところ、服のサイズが二人ともMサイズだったため）。
- 2006年9月に解散、この時既に所属していた夜ふかしの会にそのまま所属する形となる。

## メンバー
- 大重わたる（おおしげ - 、本名：大重 弥（読み同じ）、1982年2月6日 - ）ボケ担当

鹿児島県出身、身長168cm　体重65kg、A型。
- 砂川禎一郎（すながわ ていいちろう、本名：砂川 禎一郎（すなかわ ていいちろう）、1981年9月24日 - ）ツッコミ担当

神奈川県出身、身長171cm　体重61kg、O型。

## 出演
- 爆笑オンエアバトル（NHK総合）戦績1勝5敗 最高405KB
  - オンエアされた1回以外は全て100KB台の10位（最下位）であった。

## 単独ライブ
- 2006年6月24日 - ラックチャック第1回単独ライブ「チェアー」（シアターD）

## DVD
- 「まめ ～若手芸人コンプリートカタログ～」Vol.1（2005年9月21日）